# Кіцин Максим Олексійович
Максим Олексійович Кіцин (рос. Максим Алексеевич Кицын; 24 грудня 1991, м. Новокузнецьк, СРСР) — російський хокеїст, лівий нападник. Виступає за «Торпедо» (Нижній Новгород) у Вищій хокейній лізі.
Вихованець хокейної школи «Металург» (Новокузнецьк). Виступав за «Металург» (Новокузнецьк), «Кузнецькі Ведмеді», «Міссісога Сент-Майклз Мейджорс» (ОХЛ), «Єрмак» (Ангарськ).
У складі молодіжної збірної Росії учасник чемпіонатів світу 2010 і 2011. У складі юніорської збірної Росії учасник чемпіонату світу 2009.
Батько: Олексій Кіцин, брат: Кирило Кіцин.
Досягнення
- Переможець молодіжного чемпіонату світу (2011)
- Срібний призер юніорського чемпіонату світу (2009).